# Copa Asiática Sub-20 de la AFC 2023
La Copa Asiática Sub-20 de 2023 fue la 41.ª edición de la Copa Asiática Sub-20 de la AFC (incluye datos del torneo bajo la denominación de Campeonato Sub-19 de la AFC), el campeonato internacional bienal de fútbol juvenil organizado por la AFC para las selecciones nacionales masculinas sub-20 de Asia. Estuvo previsto que tuviera lugar en Uzbekistán, que fue designado como anfitrión por la AFC el 17 de septiembre de 2019, la edición 2021 debió ser cancelada debido a la pandemia de covid-19. 
Los cuatro mejores equipos del torneo se clasificaron para la Copa Mundial de Fútbol Sub-20 de 2023 como representantes de la AFC. 
Esta edición fue la primera que se jugó como un torneo sub-20, ya que la AFC decidió cambiar el torneo de sub-19 a sub-20 a partir de 2023, de esta manera el torneo pasó de llamarse AFC Campeonato Sub-19 a Copa Asiática Sub-20 de la AFC.

## Equipos participantes
| Equipos participantes | Equipos participantes | Equipos participantes | Equipos participantes |
| --------------------- | --------------------- | --------------------- | --------------------- |
| Arabia Saudita        | Corea del Sur         | Japón                 | Siria                 |
| Australia             | Indonesia             | Jordania              | Tayikistán            |
| Catar                 | Irak                  | Kirguistán            | Uzbekistán            |
| China                 | Irán                  | Omán                  | Vietnam               |

## Sorteo
Los 16 equipos se dividieron en cuatro bombos de cuatro equipos, con los equipos sembrados de acuerdo con su desempeño en el torneo y clasificación final del Campeonato sub-19 de la AFC 2018, con los anfitriones Uzbekistán automáticamente sembrados y asignados a la posición A1 en el sorteo.
| Bombo 1                                       | Bombo 2                              | Bombo 3                     | Bombo 4                    |
| --------------------------------------------- | ------------------------------------ | --------------------------- | -------------------------- |
| Uzbekistán Arabia Saudita Corea del Sur Catar | Japón Tayikistán Australia Indonesia | Jordania China Irak Vietnam | Irán Omán Siria Kirguistán |

## Sedes
| Taskent           | Taskent          | Taskent           | Ferganá           |
| ----------------- | ---------------- | ----------------- | ----------------- |
| Estadio Milliy    | Estadio JAR      | Estadio Lokomotiv | Estadio Istiqlol  |
| Capacidad: 34 000 | Capacidad: 8 500 | Capacidad: 8 000  | Capacidad: 20 200 |
|                   |                  |                   |                   |
| Taskent Ferganá   |                  |                   |                   |

## Fase de grupos
Luego de una liguilla simple, a una sola rueda de partidos, pasaron a segunda ronda los equipos que ocuparon las posiciones primera y segunda de cada grupo.
En caso de empate en puntos en cualquiera de las posiciones, la clasificación se determinó siguiendo en orden los siguientes criterios:
- El resultado del enfrentamiento directo jugado entre los empatados.
- Diferencia de goles.
- Cantidad de goles marcados.
- Tiros desde el punto penal (solo aplica para dos equipos igualados y que se enfrenten en la última fecha de la fase de grupos).
- Menor número de tarjetas rojas.
- Menor número de tarjetas amarillas.
- Por sorteo.

     – Clasificados a la fase final.
Los horarios corresponden a la hora de Uzbekistán (UTC+5).

### Grupo A
| Equipo     | Pts | PJ | PG | PE | PP | GF | GC | Dif |
| ---------- | --- | -- | -- | -- | -- | -- | -- | --- |
| Uzbekistán | 7   | 3  | 2  | 1  | 0  | 3  | 0  | 3   |
| Irak       | 4   | 3  | 1  | 1  | 1  | 3  | 2  | 1   |
| Indonesia  | 4   | 3  | 1  | 1  | 1  | 1  | 2  | –1  |
| Siria      | 1   | 3  | 0  | 1  | 2  | 1  | 4  | –3  |

1. 1 2  Puntos en partidos directos: Irak 3, Indonesia 0.

| 1 de marzo | Indonesia | 0:2 (0:1) | Irak                             | Estadio Lokomotiv, Taskent                                 |                                                            |
| 17:00      |           | Reporte   | - Abdulkareem 28' - Jameel 90+6' | Asistencia: 120 espectadores Árbitro(s): Sadullo Gulmurodi | Asistencia: 120 espectadores Árbitro(s): Sadullo Gulmurodi |

| 1 de marzo | Uzbekistán                               | 2:0 (1:0) | Siria | Estadio Milliy, Taskent                                      |                                                              |
| 19:00      | - Fayzullaev 37' - Al-Ramadan 68' (a.g.) | Reporte   |       | Asistencia: 32 757 espectadores Árbitro(s): Nazmi Nasaruddin | Asistencia: 32 757 espectadores Árbitro(s): Nazmi Nasaruddin |

| 4 de marzo | Siria | 0:1 (0:1) | Indonesia | Estadio Lokomotiv, Taskent                                |                                                           |
| 17:00      |       | Reporte   | Hokky 35' | Asistencia: 95 espectadores Árbitro(s): Majed Al-Shamrani | Asistencia: 95 espectadores Árbitro(s): Majed Al-Shamrani |

| 4 de marzo | Irak | 0:1 (0:1) | Uzbekistán        | Estadio Milliy, Taskent                                        |                                                                |
| 19:00      |      | Reporte   | Kholdorkhonov 17' | Asistencia: 32 218 espectadores Árbitro(s): Yahya Ali Al-Mulla | Asistencia: 32 218 espectadores Árbitro(s): Yahya Ali Al-Mulla |

| 7 de marzo | Uzbekistán | 0:0     | Indonesia | Estadio Istiqlol, Ferganá                                     |                                                               |
| 19:00      |            | Reporte |           | Asistencia: 18 006 espectadores Árbitro(s): Majed Al-Shamrani | Asistencia: 18 006 espectadores Árbitro(s): Majed Al-Shamrani |

| 7 de marzo | Irak            | 1:1 (1:0) | Siria            | Estadio Lokomotiv, Taskent                             |                                                        |
| 19:00      | Abdulkareem 17' | Reporte   | Al-Ramadan 90+5' | Asistencia: 93 espectadores Árbitro(s): Ammar Mahfoodh | Asistencia: 93 espectadores Árbitro(s): Ammar Mahfoodh |

### Grupo B
|           | Pts | PJ | PG | PE | PP | GF | GC | Dif |
| --------- | --- | -- | -- | -- | -- | -- | -- | --- |
| Irán      | 6   | 3  | 2  | 0  | 1  | 6  | 4  | 2   |
| Australia | 6   | 3  | 2  | 0  | 1  | 12 | 4  | 8   |
| Vietnam   | 6   | 3  | 2  | 0  | 1  | 4  | 4  | 0   |
| Catar     | 0   | 3  | 0  | 0  | 3  | 2  | 12 | –10 |

1. 1 2 3  Puntos en partidos directos: Irán 3, Australia 3, Vietnam 3. Diferencia de goles en partidos directos: Irán +1, Australia 0, Vietnam –1.

| 1 de marzo | Australia | 0:1 (0:1) | Vietnam             | Estadio Istiqlol, Ferganá                                 |                                                           |
| 15:00      |           | Reporte   | Nguyễn Quốc Việt 6' | Asistencia: 5715 espectadores Árbitro(s): Chen Hsin-chuan | Asistencia: 5715 espectadores Árbitro(s): Chen Hsin-chuan |

| 1 de marzo | Catar | 0:1 (0:0) | Irán               | Estadio Istiqlol, Ferganá                              |                                                        |
| 19:00      |       | Reporte   | Hazbavi 65' (pen.) | Asistencia: 6120 espectadores Árbitro(s): Kim Woo-sung | Asistencia: 6120 espectadores Árbitro(s): Kim Woo-sung |

| 4 de marzo | Irán                               | 2:3 (1:2) | Australia                       | Estadio Istiqlol, Ferganá                                  |                                                            |
| 15:00      | - Eslamtalab 25' - Enayatzadeh 80' | Reporte   | - Simmons 8' - Segecic 19', 46' | Asistencia: 1154 espectadores Árbitro(s): Nazmi Nasaruddin | Asistencia: 1154 espectadores Árbitro(s): Nazmi Nasaruddin |

| 4 de marzo | Vietnam                                          | 2:1 (1:0) | Catar              | Estadio Istiqlol, Ferganá                                   |                                                             |
| 19:00      | - Nguyễn Quốc Việt 45+2' - Nguyễn Văn Trường 90' | Reporte   | Al-Rawi 84' (pen.) | Asistencia: 1024 espectadores Árbitro(s): Akhrol Risqullaev | Asistencia: 1024 espectadores Árbitro(s): Akhrol Risqullaev |

| 7 de marzo | Catar   | 1:9 (1:4) | Australia | Estadio JAR, Taskent                                      |                                                           |
| 15:00      | Asar 2' | Reporte   | - Al-Ghareeb 13' (a.g.) - Donnell 21' - Borges-Rodrigues 25' - Oliveira 39', 67' - Yull 76' - Popovic 79' - Goodwin 90' - Badolato 90+2' | Asistencia: 123 espectadores Árbitro(s): Nazmi Nasaruddin | Asistencia: 123 espectadores Árbitro(s): Nazmi Nasaruddin |

| 7 de marzo | Vietnam             | 1:3 (0:1) | Irán                                                  | Estadio Istiqlol, Ferganá                                |                                                          |
| 15:00      | Khuất Văn Khang 56' | Reporte   | - Hazbavi 36' - Saharkhizan 75' - Hosseinnezhad 90+4' | Asistencia: 982 espectadores Árbitro(s): Abdullah Jamali | Asistencia: 982 espectadores Árbitro(s): Abdullah Jamali |

### Grupo C
| Equipo        | Pts | PJ | PG | PE | PP | GF | GC | Dif |
| ------------- | --- | -- | -- | -- | -- | -- | -- | --- |
| Corea del Sur | 7   | 3  | 2  | 1  | 0  | 6  | 0  | 6   |
| Jordania      | 4   | 3  | 1  | 1  | 1  | 2  | 2  | 0   |
| Tayikistán    | 4   | 3  | 1  | 1  | 1  | 1  | 2  | –1  |
| Omán          | 1   | 3  | 0  | 1  | 2  | 0  | 5  | –5  |

1. 1 2  Puntos en partidos directos: Jordania 3, Tayikistán 0.

| 2 de marzo | Corea del Sur                                                       | 4:0 (2:0) | Omán | Estadio JAR, Taskent                                      |                                                           |
| 15:00      | - Kim Yong-kak 30' - Sung Jin-young 34', 58' - Kang Seong-jin 90+1' | Reporte   |      | Asistencia: 53 espectadores Árbitro(s): Akhrol Risqullaev | Asistencia: 53 espectadores Árbitro(s): Akhrol Risqullaev |

| 2 de marzo | Tayikistán | 0:2 (0:2) | Jordania                   | Estadio Lokomotiv, Taskent                                  |                                                             |
| 17:00      |            | Reporte   | - Azaizeh 7' - Darwish 25' | Asistencia: 253 espectadores Árbitro(s): Yahya Ali Al Mulla | Asistencia: 253 espectadores Árbitro(s): Yahya Ali Al Mulla |

| 5 de marzo | Jordania | 0:2 (0:0) | Corea del Sur                         | Estadio JAR, Taskent                                   |                                                        |
| 15:00      |          | Reporte   | - Bae Jun-ho 65' - Kang Seong-jin 71' | Asistencia: 221 espectadores Árbitro(s): Casey Reibelt | Asistencia: 221 espectadores Árbitro(s): Casey Reibelt |

| 5 de marzo | Omán | 0:1 (0:0) | Tayikistán  | Estadio Lokomotiv, Taskent                           |                                                      |
| 17:00      |      | Reporte   | Kamolov 80' | Asistencia: 80 espectadores Árbitro(s): Tam Ping Wun | Asistencia: 80 espectadores Árbitro(s): Tam Ping Wun |

| 8 de marzo | Corea del Sur | 0:0     | Tayikistán | Estadio Milliy, Taskent                                  |                                                          |
| 17:00      |               | Reporte |            | Asistencia: 318 espectadores Árbitro(s): Chen Hsin-chuan | Asistencia: 318 espectadores Árbitro(s): Chen Hsin-chuan |

| 8 de marzo | Jordania | 0:0     | Omán | Estadio Lokomotiv, Taskent                             |                                                        |
| 17:00      |          | Reporte |      | Asistencia: 30 espectadores Árbitro(s): Yahya Al-Mulla | Asistencia: 30 espectadores Árbitro(s): Yahya Al-Mulla |

### Grupo D
| Equipo         | Pts | PJ | PG | PE | PP | GF | GC | Dif |
| -------------- | --- | -- | -- | -- | -- | -- | -- | --- |
| Japón          | 9   | 3  | 3  | 0  | 0  | 7  | 2  | 5   |
| China          | 4   | 3  | 1  | 1  | 1  | 4  | 3  | 1   |
| Arabia Saudita | 3   | 3  | 1  | 0  | 2  | 3  | 5  | –2  |
| Kirguistán     | 1   | 3  | 0  | 1  | 2  | 1  | 5  | –4  |

| 3 de marzo | Japón           | 2:1 (0:1) | China            | Estadio JAR, Taskent                                          |                                                               |
| 15:00      | Kumata 66', 70' | Reporte   | Tanaka 6' (a.g.) | Asistencia: 251 espectadores Árbitro(s): Zaid Thamer Mohammed | Asistencia: 251 espectadores Árbitro(s): Zaid Thamer Mohammed |

| 3 de marzo | Arabia Saudita   | 1:0 (0:0) | Kirguistán | Estadio Milliy, Taskent                                 |                                                         |
| 17:00      | Radif 50' (pen.) | Reporte   |            | Asistencia: 587 espectadores Árbitro(s): Qasim Al-Hatmi | Asistencia: 587 espectadores Árbitro(s): Qasim Al-Hatmi |

| 6 de marzo | Kirguistán | 0:3 (0:0) | Japón                                         | Estadio JAR, Taskent                                     |                                                          |
| 15:00      |            | Reporte   | - Sano 73' (pen.) - Kumata 75' - Sakamoto 85' | Asistencia: 287 espectadores Árbitro(s): Chen Hsin-chuan | Asistencia: 287 espectadores Árbitro(s): Chen Hsin-chuan |

| 6 de marzo | China                       | 2:0 (0:0) | Arabia Saudita | Estadio Milliy, Taskent                                 |                                                         |
| 17:00      | - Iminqari 65' - Xu Bin 72' | Reporte   |                | Asistencia: 325 espectadores Árbitro(s): Yahya Al-Mulla | Asistencia: 325 espectadores Árbitro(s): Yahya Al-Mulla |

| 9 de marzo | Arabia Saudita | 1:2 (0:1) | Japón            | Estadio Lokomotiv, Taskent                                |                                                           |
| 17:00      | Jawshan 74'    | Reporte   | Matsuki 15', 78' | Asistencia: 143 espectadores Árbitro(s): Nazmi Nasaruddin | Asistencia: 143 espectadores Árbitro(s): Nazmi Nasaruddin |

| 9 de marzo | China                  | 1:1 (0:0) | Kirguistán       | Estadio JAR, Taskent                                     |                                                          |
| 17:00      | Berberdinov 58' (a.g.) | Reporte   | Zhenishbekov 88' | Asistencia: 235 espectadores Árbitro(s): Abdullah Jamali | Asistencia: 235 espectadores Árbitro(s): Abdullah Jamali |

## Fase final

### Cuadro de desarrollo
|  | Cuartos de final                  | Cuartos de final            |                                |       | Semifinales | Semifinales |  |  | Final | Final |
|  |                                   |                             |                                |       |             |             |  |  |       |       |
|  | 11 de marzo – Taskent (Milliy)    |                             |                                |       |             |             |  |  |       |       |
|  |                                   |                             |                                |       |             |             |  |  |       |       |
|  | Uzbekistán                        | 1 (5)                       |                                |       |             |             |  |  |       |       |
|  | Uzbekistán                        | 1 (5)                       | 15 de marzo – Taskent (Milliy) |       |             |             |  |  |       |       |
|  | Australia                         | 1 (4)                       |                                |       |             |             |  |  |       |       |
|  | Australia                         | 1 (4)                       | Uzbekistán                     | 0 (3) |             |             |  |  |       |       |
|  | 12 de marzo – Taskent (JAR)       |                             | Uzbekistán                     | 0 (3) |             |             |  |  |       |       |
|  |                                   | Corea del Sur               | 0 (1)                          |       |             |             |  |  |       |       |
|  | Corea del Sur (t. s.)             | Corea del Sur               | 0 (1)                          | 3     |             |             |  |  |       |       |
|  | Corea del Sur (t. s.)             |                             | 18 de marzo – Taskent (Milliy) | 3     |             |             |  |  |       |       |
|  | China                             | 1                           |                                |       |             |             |  |  |       |       |
|  | China                             | 1                           | Uzbekistán                     | 1     |             |             |  |  |       |       |
|  | 11 de marzo – Taskent (JAR)       |                             | Uzbekistán                     | 1     |             |             |  |  |       |       |
|  |                                   | Irak                        | 0                              |       |             |             |  |  |       |       |
|  | Irán                              | Irak                        | 0                              | 0     |             |             |  |  |       |       |
|  | Irán                              | 15 de marzo – Taskent (JAR) |                                | 0     |             |             |  |  |       |       |
|  | Irak                              | 1                           |                                |       |             |             |  |  |       |       |
|  | Irak                              | 1                           | Irak                           | 2 (5) |             |             |  |  |       |       |
|  | 12 de marzo – Taskent (Lokomotiv) |                             | Irak                           | 2 (5) |             |             |  |  |       |       |
|  |                                   | Japón                       | 2 (3)                          |       |             |             |  |  |       |       |
|  | Japón                             | Japón                       | 2 (3)                          | 2     |             |             |  |  |       |       |
|  | Japón                             |                             |                                | 2     |             |             |  |  |       |       |
|  | Jordania                          | 0                           |                                |       |             |             |  |  |       |       |
|  | Jordania                          | 0                           |                                |       |             |             |  |  |       |       |

Los horarios corresponden a la hora de Uzbekistán (UTC+5).

### Cuartos de final
| 11 de marzo | Irán | 0:1 (0:0) | Irak        | Estadio JAR, Taskent                                      |                                                           |
| 15:00       |      | Reporte   | Jasim 90+1' | Asistencia: 178 espectadores Árbitro(s): Nazmi Nasaruddin | Asistencia: 178 espectadores Árbitro(s): Nazmi Nasaruddin |

| 11 de marzo | Uzbekistán                                                                 | 1:1 (1:1, 0:0) (t. s.)(5:4 p.) | Australia                                           | Estadio Milliy, Taskent                                    |                                                            |
| 19:00       | Abdirakhmatov 79'                                                          | Reporte                        | Popović 77'                                         | Asistencia: 33 494 espectadores Árbitro(s): Ammar Mahfoodh | Asistencia: 33 494 espectadores Árbitro(s): Ammar Mahfoodh |
|             |                                                                            | Tiros desde el punto penal     |                                                     |                                                            |                                                            |
|             | - Fayzullaev - Kholdorkhonov - Abdurazzoqov - Makhamadjonov - Rahmonaliyev |                                | - Triantis - Goodwin - Rawlins - Badolato - Segecic |                                                            |                                                            |

| 12 de marzo | Corea del Sur                                                         | 3:1 (1:1, 0:0) (t. s.) | China        | Estadio JAR, Taskent                                    |                                                         |
| 15:00       | - Kim Yong-hak 62' (pen.) - Sung Jin-young 100' - Choi Seok-hyun 105' | Reporte                | Iminqari 48' | Asistencia: 467 espectadores Árbitro(s): Yahya Al-Mulla | Asistencia: 467 espectadores Árbitro(s): Yahya Al-Mulla |

| 12 de marzo | Japón                       | 2:0 (0:0) | Jordania | Estadio Lokomotiv, Taskent                                 |                                                            |
| 19:00       | - Sakamoto 54' - Kumata 70' | Reporte   |          | Asistencia: 163 espectadores Árbitro(s): Majed Al-Shamrani | Asistencia: 163 espectadores Árbitro(s): Majed Al-Shamrani |

### Semifinales
| 15 de marzo | Irak                                 | 2:2 (1:1, 1:0) (t. s.)(5:3 p.) | Japón                                | Estadio JAR, Taskent                                    |                                                         |
| 15:00       | - Jasim 12' - Jameel 103'            | Reporte                        | - Einaga 83' - Kumata 118'           | Asistencia: 251 espectadores Árbitro(s): Ammar Mahfoodh | Asistencia: 251 espectadores Árbitro(s): Ammar Mahfoodh |
|             |                                      | Tiros desde el punto penal     |                                      |                                                         |                                                         |
|             | - Ali - Mahdi - Jasim - Raad - Qasim |                                | - Kumata - Sano - Takahashi - Kitano |                                                         |                                                         |

| 15 de marzo | Uzbekistán                                  | 0:0 (t. s.)(3:1 p.)        | Corea del Sur                                                   | Estadio Milliy, Taskent                                     |                                                             |
| 19:00       |                                             | Reporte                    |                                                                 | Asistencia: 33 977 espectadores Árbitro(s): Abdullah Jamali | Asistencia: 33 977 espectadores Árbitro(s): Abdullah Jamali |
|             |                                             | Tiros desde el punto penal |                                                                 |                                                             |                                                             |
|             | - Fayzullaev - Makhamadjonov - Abdurahmatov |                            | - Kang Seong-jin - Kang Sang-yoon - Park Chang-woo - Kim Ji-soo |                                                             |                                                             |

### Final
| 18 de marzo | Uzbekistán              | 1:0 (0:0) | Irak | Estadio Milliy, Taskent                                      |                                                              |
| 19:00       | Rahmonaliyev 72' (pen.) | Reporte   |      | Asistencia: 33 834 espectadores Árbitro(s): Nazmi Nasaruddin | Asistencia: 33 834 espectadores Árbitro(s): Nazmi Nasaruddin |

|                                |
| Bandera de Uzbekistán          |
| Campeón Uzbekistán 1.er título |

## Clasificados a la Copa Mundial de Fútbol Sub-20 de 2023
Los siguientes 4 equipos se clasificaron para el torneo juvenil de la FIFA.
| Equipo        | Fecha               | Apariciones previas                                                                           |
| ------------- | ------------------- | --------------------------------------------------------------------------------------------- |
| Irak          | 11 de marzo de 2023 | 4 (1977, 1989, 2001, 2013)                                                                    |
| Uzbekistán    | 11 de marzo de 2023 | 4 (2003, 2009, 2013, 2015)                                                                    |
| Corea del Sur | 12 de marzo de 2023 | 15 (1979, 1981, 1983, 1991, 1993, 1997, 1999, 2003, 2005, 2007, 2009, 2011, 2013, 2017, 2019) |
| Japón         | 12 de marzo de 2023 | 10 (1979, 1995, 1997, 1999, 2001, 2003, 2005, 2007, 2017, 2019)                               |

## Goleadores
5 goles
- Naoki Kumata

3 goles
- Sung Jin-young

2 goles
| - Bernardo Oliveira - Gabriel Popovic - Adrian Segecic - Mutellip Iminqari - Amin Hazbavi | - Hayder Abdulkareem - Mohammed Jameel - Ali Jasim - Kuryu Matsuki - Isa Sakamoto | - Kang Seong-jin - Kim Yong-hak - Nguyễn Quốc Việt |

1 gol
| - Alex Badolato - Raphael Borges Rodrigues - Chris Donnell - Archie Goodwin - Aidan Simmons - Jonny Yull - Xu Bin - Hokky Caraka - Alireza Enayatzadeh - Amirreza Eslamtalab - Mohammadjavad Hosseinnezhad | - Saeid Saharkhizan - Takatora Einaga - Kodai Sano - Ali Azaizeh - Seif Addeen Darwish - Biimyrza Zhenishbekov - Ahmed Al-Rawi - Moustafa Asar - Yazeed Jawshan - Abdullah Radif - Bae Jun-ho | - Choi Seok-hyun - Zakaria Al Ramadan - Amadoni Kamolov - Zafarmurod Abdurakhmatov - Abbosbek Fayzullaev - Polatkhoja Kholdorkhonov - Umarali Rahmonaliyev - Khuất Văn Khang - Nguyễn Văn Trường |

1 autogol
| - Hayato Tanaka (contra China) - Mirlan Bekberdinov (contra China) | - Hassan Al-Ghareeb (contra Australia) | - Zakaria Al Ramadan (contra Uzbekistán) |